# Ritten Sport 2014-2015
Questa pagina contiene i dati relativi alla stagione hockeystica 2014-2015 della società di hockey su ghiaccio Ritten Sport.

## Roster 2014/15

### Portieri
- 25  Hannes Treibenreif
- 30  Roland Fink
- 31  Fabian Weinhandl
- 36  Josef Niederstätter

### Difensori
- 02  Travis Ramsey
- 03  Ivan Tauferer
- 07  Maximilian Ploner
- 14  Andreas Alber
- 20  Ruben Rampazzo
- 26  Andrea Ambrosi
- 50  Christian Borgatello
- 67  Ingemar Gruber

### Attaccanti
- 09  Justin DiBenedetto
- 11  Luca Felicetti
- 13  Eric Johansson
- 15  Julian Kostner
- 17  Alexander Eisath
- 19  Daniel Tudin
- 22  Markus Spinell
- 23  Simon Kostner
- 34  Patrick Rissmiller
- 55  Lorenz Daccordo
- 71  Luca Ansoldi
- 74  Mirko Quinz
- 79  Emanuel Scelfo
- 94  Thomas Spinell

### Allenatore
- Marty Raymond